# Charles Victoire Emmanuel Leclerc

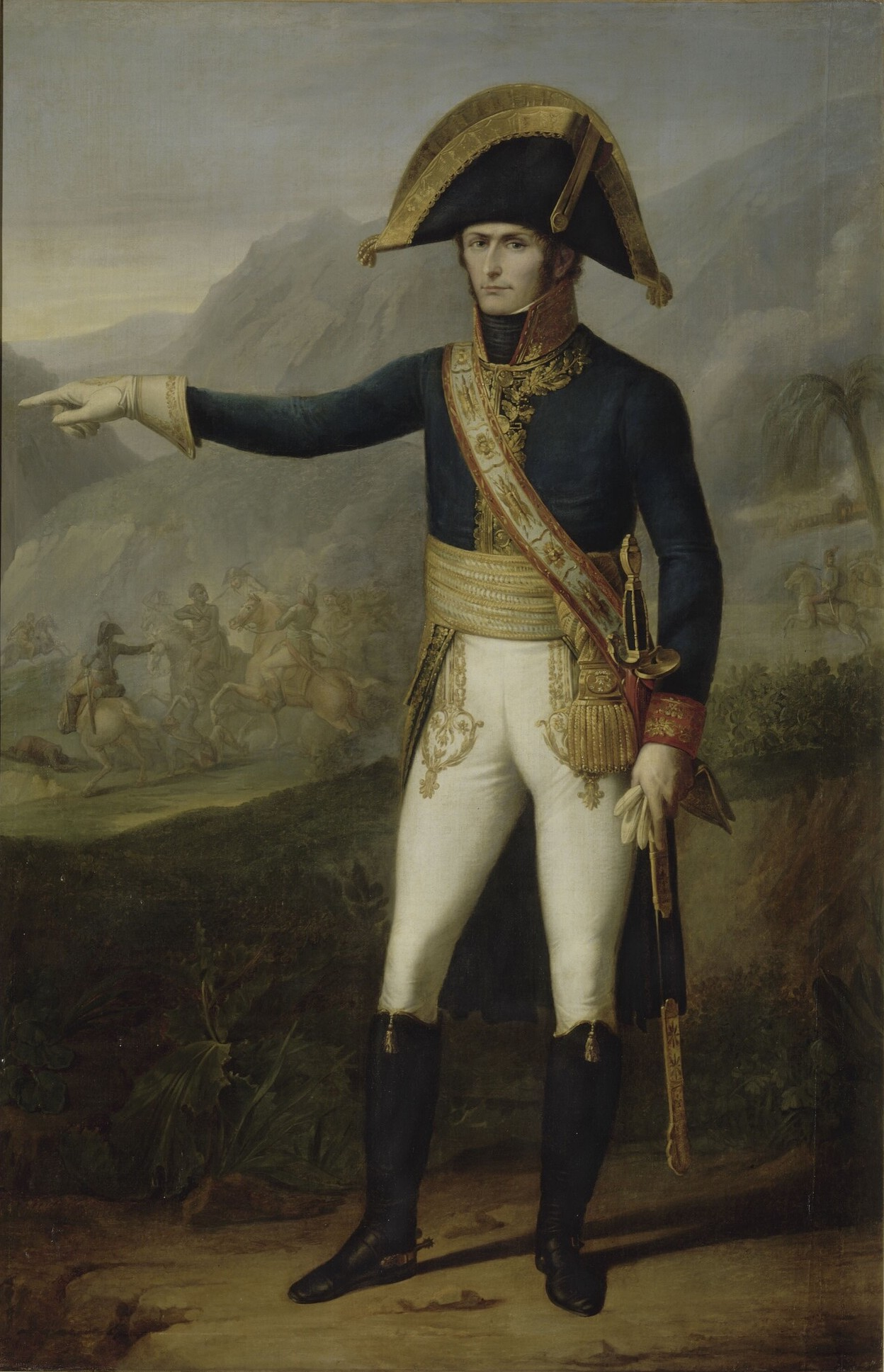
Charles Victor Emmanuel Leclerc d’Ostin, Gemälde von François-Josèphe Kinson (1771–1839)

Charles Victoire Emmanuel Leclerc (* 17. März 1772 in Pontoise, Département Yonne, Burgund; † 2. November 1802 Cap-Haïtien auf Tortuga) war ein französischer Général de division. 1797 heiratete er Pauline Bonaparte, die Lieblingsschwester Napoleons.

## Leben
Charles Victoire Emmanuel Leclerc war der Sohn des Händlers Jean-Paul Leclerc (1735–1790) und der Marie Jeanne Musquinet (* 1743). Sein Vater führte ein großes Getreide- und Salzlager und besaß das königliche Privileg des Salzhandels. Er hatte sein großes Vermögen in der Zeit vor der Revolution gemacht. Die Geschwister von Charles Victoire Emmanuel Leclerc waren Jean Louis Leclerc (1767–1822), Jean (in früher Kindheit gestorben), Nicolas Marin Leclerc (1770–1820) und Françoise Charlotte (1776–1853, ⚭ General Louis de Friant) und Louise-Aimée-Julie (1782–1868, ⚭ Louis-Nicolas Davout).
Leclerc d’Ostin trat mit 18 Jahren in die Armee ein und wurde 1792 von einem Bataillon Freiwilliger zum Sous lieutenant in der Revolutionsarmee gewählt. 1793 wurde er bereits Kommandeur eines Bataillons. Er war an der Schlacht bei Fleurus (1794) beteiligt und begleitete Napoléon Bonaparte 1796 auf dessen Feldzug nach Italien.
1797 wurde Leclerc General de brigade und 1798 war er während der Expedition nach Rom Stabschef bei Berthier, später in gleicher Eigenschaft bei Charles Edward Jennings de Kilmaine. Schließlich ernannte man ihn zum Gouverneur von Lyon.

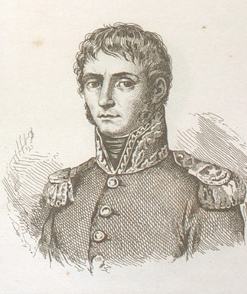
Charles Victor Emmanuel Leclerc

Beim Staatsstreich Napoleons am 18. Brumaire (9. November 1799) leistete Leclerc wichtige Dienste durch die Auflösung des Rates der Fünfhundert. Hierfür wurde er zum Général de division befördert und durfte die Schwester Napoleons, Pauline Bonaparte, heiraten. 1800 kommandierte er unter Moreau die 2. Division bei der Rheinarmee und nahm am 3. Dezember 1800 an der Schlacht bei Hohenlinden teil.
1802 führte er im Auftrag Napoleons eine Invasionsarmee nach Saint-Domingue auf der Insel Hispaniola, um dort den schwarzen General Toussaint Louverture zu entmachten und die Sklaverei wieder einzuführen. Das Unternehmen war zunächst erfolgreich. Louverture wurde gefangen genommen und nach Frankreich deportiert. Die Kämpfe gingen indes weiter, und in dem ungewohnten Klima fielen die französischen Soldaten in großer Zahl dem Gelbfieber zum Opfer, so dass das Unternehmen letztlich scheiterte. Leclerc erlebte die endgültige Niederlage nicht mehr. Er starb am 2. November 1802 noch vor Abschluss der Kämpfe auf der Hispaniola vorgelagerten Insel Tortuga an Gelbfieber. Leclercs Brüder reisten eigens dorthin, um seinen Leichnam zurück nach Frankreich zu holen.
Sein Nachfolger im Oberbefehl, der Vicomte de Rochambeau kapitulierte ein Jahr später nach der am 18. November 1803 verlorenen Schlacht von Vertières vor dem schwarzen General Jean-Jacques Dessalines. In der Folge erlangte Haiti die Unabhängigkeit und ging Frankreich endgültig verloren.

## Ehrungen
Sein Name ist am Triumphbogen in Paris in der 34. Spalte (LECLERC) eingetragen.